# تيقيشورت
تيقيشورت (Tikichourt) قرية من قرى بلدية واسيف (آث واسيف بالقبائلية)، ولاية تيزي وزو.